# Šepet rdeče zofe
Šepet rdeče zofe je roman, ki ga je napisala slovenska pisateljica Mira Delavec. Prvič je knjiga izšla leta 2011 v Brežicah pri založbi Primus. 

## Vsebina
Roman Šepet rdeče zofe je od prve do zadnje črke posvečen svojima protagonistoma - Josipini Turnograjski in Lovru Tomanu. Josipina Urbančič Turnograjska, prva slovenska pesnica, pisateljica in skladateljica, in Lovro Toman, znan takratni politik, sta si od leta 1850 do 1853 izmenjala 1066 pisem, ki so bila dolga od 15 do 35 strani. Ta pisma, ki poleg zgodbe njune ljubezni, zelo nazorno opisujejo raznolike odtenke tistega časa na različnih področjih, so avtorici nudila navdih za zapis te ljubezenske zgodbe. Roman bralcu ponudi vpogled v življenje takratnega nastajajočega slovenskega meščanstva in njegovih najvidnejših predstavnikov, kot so France Prešeren, Julija Primic, Janez Bleiweis, in Matevž Langus. V romanu je, kot je zapisal literarni zgodovinar Igor Grdina, upodobljena ena najlepših ljubezenskih zgodb v slovenski zgodovini. Najznamenitejši umetniško-politični par slovenskega 19. stoletja se najverjetneje edini lahko postavlja ob bok ljubezni Prešerna do Julije.

## Zbirka
To je tretja knjiga (prva je izšla leta 2004 z naslovom Nedolžnost in sila; druga leta 2009 z naslovom Moč vesti), ki jo je avtorica posvetila Josipini Turnograjski.

## Ocene in nagrade
Leta 2006 je avtorica prejela Plaketo Josipine Turnograjske za kulturne dosežke v občini Preddvor.